# Jérémie Papasergio
Jérémie Papasergio (* 28. Juli 1972 in Monaco) ist ein Fagottist und Dulzianspieler, hauptsächlich im Bereich der historischen Aufführungspraxis tätig. 

## Leben und Wirken
Jérémie Papasergio begann seine musikalische Ausbildung an der „Académie Prince Rainier II.“, in den Fächern Blockflöte und Fagott. Weiterführende Studien machte er am Pariser Konservatorium und am Conservatoire National Superieur de Musique de Lyon, in der Klasse für Barockfagott. Zu seinen Spezialisierungen gehört das Spiel auf selteneren Instrumenten wie dem Dulzian, dem Serpent, dem Flageolett, dem Krummhorn, dem Bassanello oder dem Cromorne français, einer überdimensionalen Oboe, welche im ausgehenden 17. Jahrhundert unter anderem in der Grande Écurie du Roi, der Blaskapelle Ludwig XIV. in Gebrauch war.
Papasergio unterrichtet historische Rohrblattinstrumente und Serpent am CRR (Regionalkonservatorium) in Tours und am CRR „Grand Besançon Métropole“, er widmet sich der Erforschung alter Rohrblattinstrumente von der Renaissance bis zur Klassik und ist Mitglied mehrerer Ensembles, mit denen er weltweite Tourneen unternahm, sowie zahlreiche Einspielungen machte, so mit Doulce Memoire (Denis Raisin-Dadre), La Petite Bande (Sigiswald Kuijken), Le Concert Spirituel (Hervé Niquet), La Fenice (Jean Tubéry), Ensemble Artarese (Philippe Jaroussky) oder mit dem durch ihn gegründeten Ensemble „Syntagma Amici“.

## Diskografie (Auswahl)
- „Fagotto, Basson, Dulcian, Curtal ?“: Ensemble Syntagma Amici (Label Ricercar RIC 273, 2008)
- Bartolomeo de Selma y Salaverde: Canzoni, fantasie & correnti (Label Ricercar RIC 279, 2008)
- Georg Philipp Telemann: A fagotto solo (Label Ricercar RIC 314, 2011)